# 朱兆雪
朱兆雪（1900年—1965年），江苏常熟人，中华人民共和国建筑家。

## 生平
震旦大学肄業。1923年获法国巴黎大学数学硕士学位，后入比利时根特大学皇家工程师研究院。回国后，先后在北平大学建筑系、北平师范大学数学系任教。
1949年中华人民共和国成立后，担任中国建筑学会常务理事、北京大学工学院建筑工程系主任、教授。1954年，当选第一届全国人民代表大会代表。
1965年5月30日在北京病逝。
朱兆雪著作有《高等数学》、《图解力学》、《材料耐力学》等书。